# 圖-154
圖波列夫圖-154（羅馬化：Tu-154）是苏联研發、製造的中长途三引擎噴射機。以其巡航速度975千米/小时成为飞行速度最快的亚音速干线客机。開發圖-154的目的是作為新一代的蘇聯噴射運輸機以取代噴射機圖-104和An-10及伊爾-18這類舊式螺旋槳式運輸機飛機。
圖-154於1968年10月4日首次飛行，於1972年2月起開始有定期民用航班，並於2013年停產。停產後由图-204取代。以往為大多數共產國家所使用，直到今天在朝鲜的高麗航空依然有航线使用该机。

## 設計特點

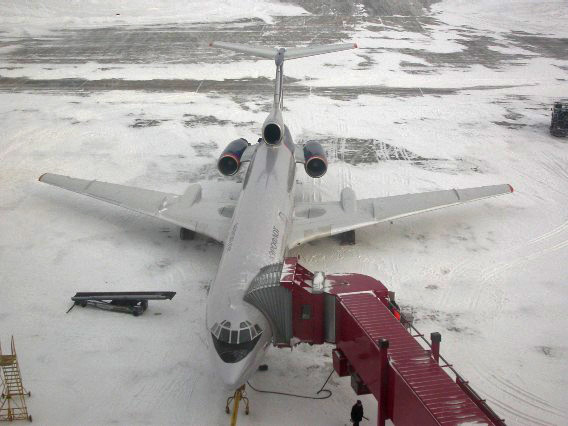
俄罗斯航空的圖-154的俯瞰圖，於莫斯科谢列梅捷沃國際機場

圖154的結構穩固，3個加大號轉向起落架收藏於機翼和T-型尾翼之内。其安裝的14個大型低壓輪胎使它能在不會受安全損害下在未平整的積雪跑道上起降。在最初的的設計型號上，它有3個後置的庫茲涅佐夫NK-8-2噴射引擎，擺置位置與波音727相似，但是圖154比727的推重比要高，這賦予了圖154更優良的性能表現；不過在油量消耗上則有所犧牲。這些特點使圖-154成為可靠和經濟的飛機而被廣泛應用。圖-154一共生產了大約900架，當中約500架仍在服役。
論到安全統計，圖-154的紀錄卻比較差。不过事故的原因通常是在俄國經常出现的惡劣或極端氣候下運作，或低素質的維修和人為失誤所引起，而並非飛機設計上的瑕疵。
由西方所研發的同級機種是波音727和霍克斯利三叉戟型。波音727的燃料效能較好但圖-154有較好的負載性（圖-154：45－48噸，波音727：31－33噸）。習慣波音和空中巴士客機的乘客來說，圖-154的機艙好像比較狹窄。這是因為它的機艙內部呈橢圓形而且天花板比一般西方研發的客機低。圖-154客艙的艙門也比西方同類機種要小，而且客艙頂行李架的位置亦十分有限。

## 型號

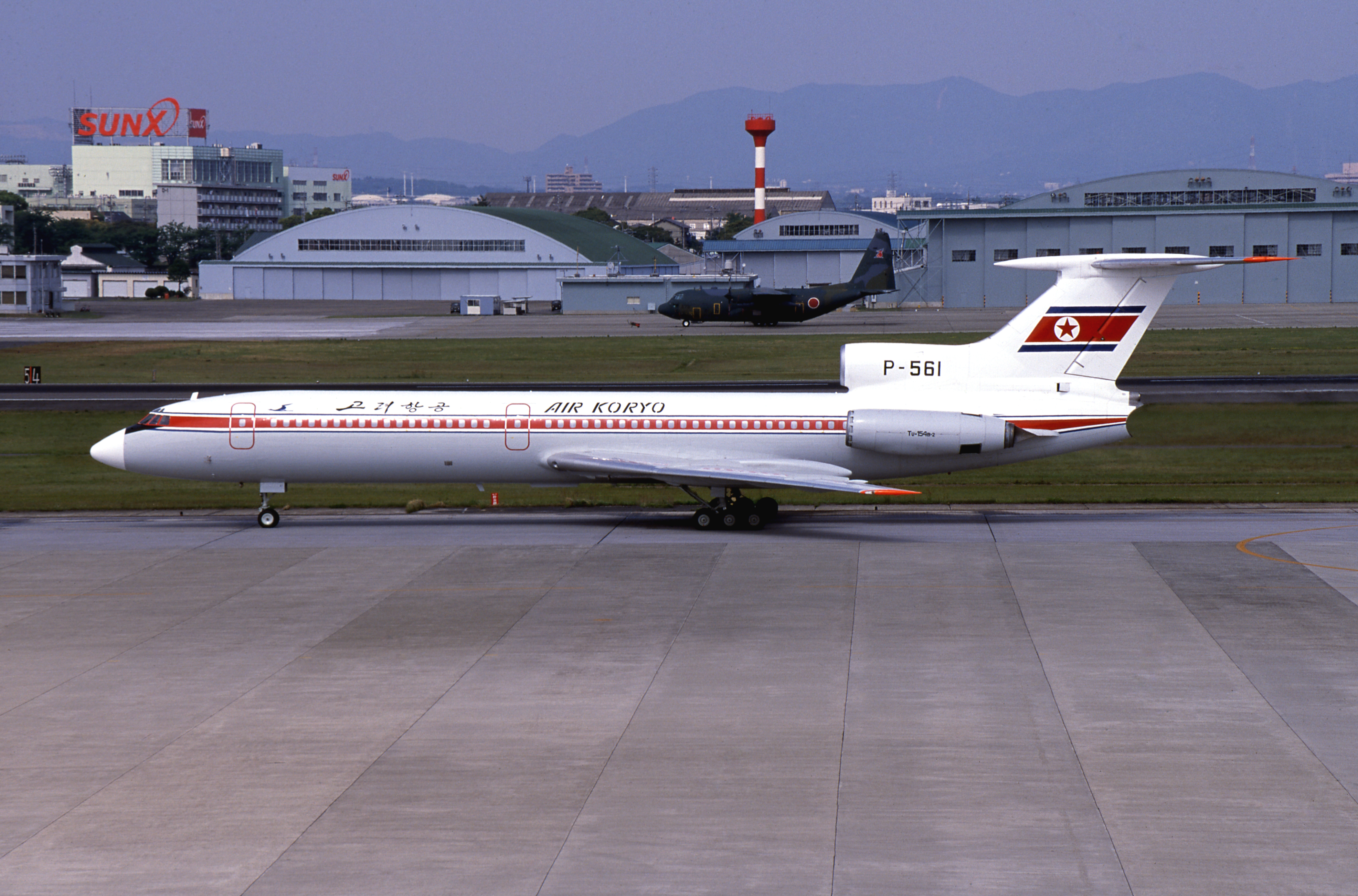
高麗航空TU 154B-2

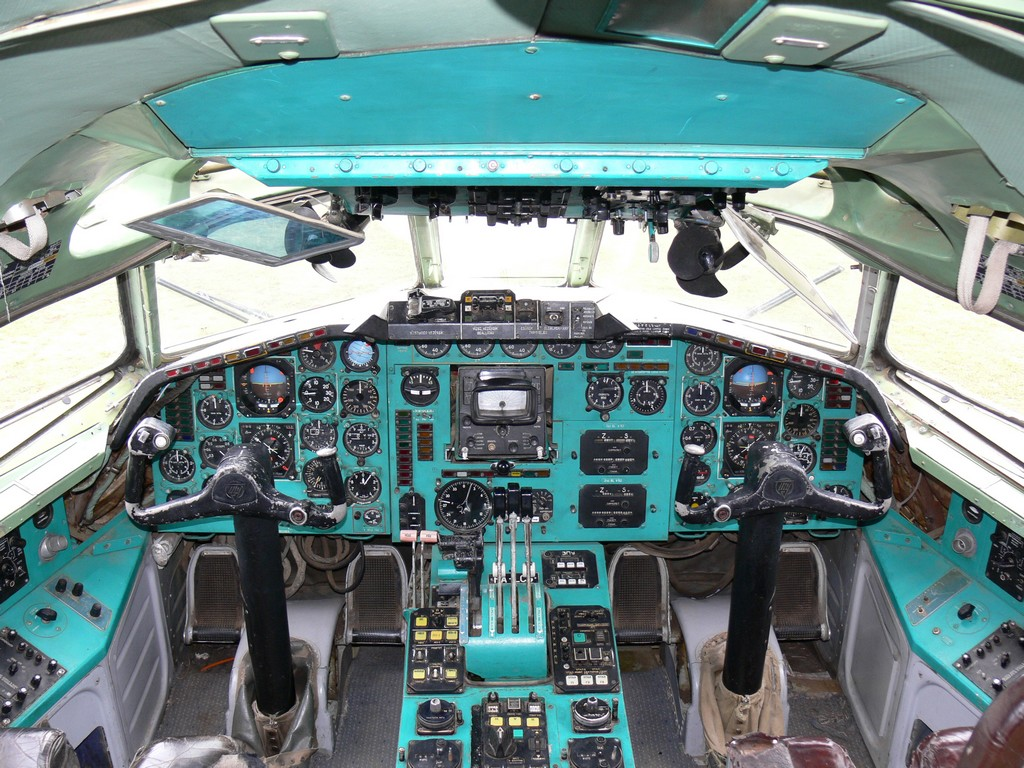
駕駛艙

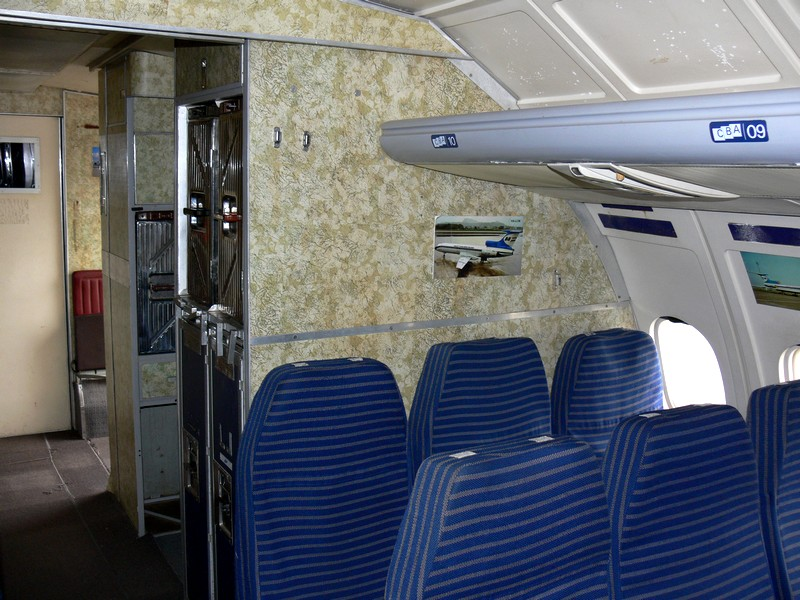
客艙

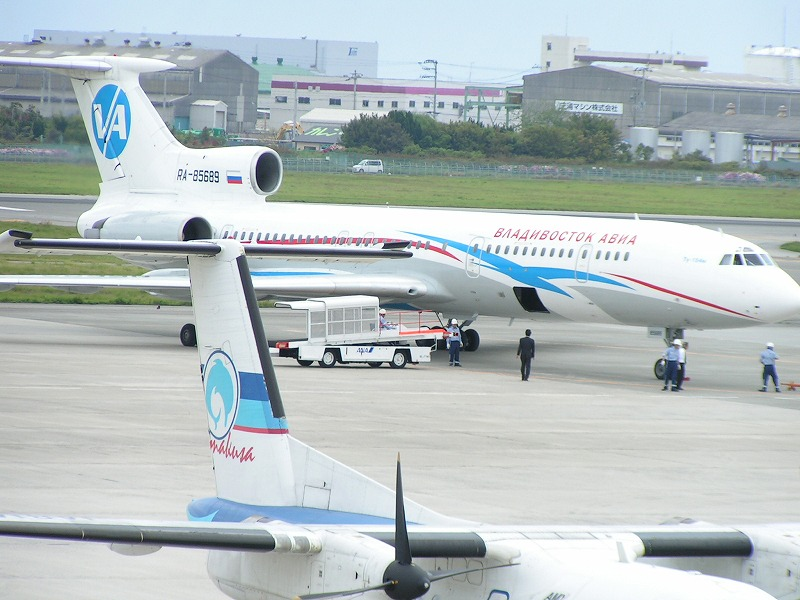
俄羅斯圖-154

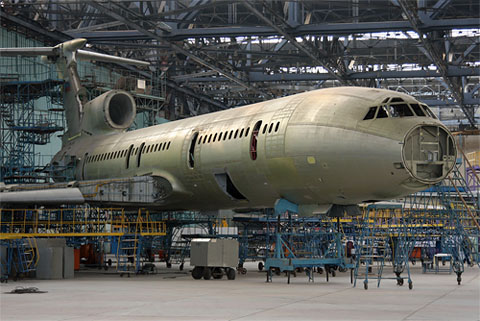
一架Tu154於2009年出廠的機身

圖-154這種多功能的客機有很多型號。除了在重量和發動機等一般的分別外，圖-154亦有利用不同燃料的所衍生的不同型號。如西方同類機種，波音727一樣，很多圖-154都裝上降噪裝置，還有一些被改裝成貨運機。
由於圖-154經常墜毀，因此被網民稱作“空中棺材”。

### 圖-154
圖-154於1972年開始為俄羅斯民用航空總局服役。這一最初的型號以庫茲涅佐夫NK-8-2渦輪扇發動機作為動力系統，可載客167人。

### 圖-154A
這是第一個圖-154的升級版本，引擎升級為庫茲涅佐夫NK-8-2U型。為此，機身中部加設燃料箱並加裝更多緊急出口。這型號亦在航空電子系統上作出了強化。

### 圖-154B
此類客機是可載客180人的型號。由於前兩种型號的圖154的機翼容易出現裂縫，所以這一型號的機型有著新的更可靠的機翼。圖154B增加了更現代化的飛行控制、和154A一樣，增加了緊急出口並使用了新的擾流器。之前製造的154和154A之後都被改進成這一型號。

### 圖-154B-1
這個型號強化了引擎並升級了操控儀器，主要交付蘇聯民航使用。

### 圖-154B-2
這個型號引入了西方的飛行控制和導航系統，包括一個側風降落系統和新雷達系統。這型號以出口為主。

### 圖-154S
圖-154S是圖-154B的全貨運或貨機型號，用上強化的地面，於機身泊位的一面加裝一個貨用前門

### 圖-155／圖-156
圖-155和圖－156都是使用氫或天然氣作燃料的型號。图波列夫设计局在图-154客机基础上研制出一架图-155试验型氢动力飞机，三台NK - 8 - 2U涡扇发动机中的一台（右侧发动机）已被试验型的NK-88发动机所取代，该发动机既可以使用氢为燃料，也可以使用天然气作为燃料。图-155飞机首次使用一台以氢气为燃料的发动机进行飞行是在1988年4月15日，首飞持续了21分钟。1989年1月18日，图-155首次以液化天然气为燃料完成飞行，这在历史上是第一次。
1994 年 4 月 23 日，俄罗斯政府拨款将 3 架 图-154 改装为 图-156 标准，但后来减少为一架。图-156原计划以液化天然气作为燃料，项目最终没有继续。

### 圖-154M
原稱為圖-164的圖-154M是現今的製作標準，於1982年開始服役。它配備更高效的索洛維耶夫D-30KU-154渦輪扇發動機。遠比先前的型號經濟、安靜和可靠。俄羅斯航空圖-154M的出勤可靠率持續高於99%，足可媲美西方制造的飞機。
自1987年7月，中国民航购买了30架图-154M，分别服役于中国民航、中国西南航空公司、中国西北航空公司、四川省航空公司、中国新疆航空公司、中国联合航空公司。相较于同类型的空客A320、波音737（约3亿人民币/架），图-154M价格较为低廉（约5,000万人民币/架），因此吸引了很多中国航空公司购买，在中国航空业开始大规模发展的初期提供了助力。但图-154M发动机油耗高，飞行成本大，飞行控制系统和航空电子系统落伍，使得显得图-154M愈发落后于时代。2002年10月，图-154M全面退出中国民航运营。

### 圖-154M-LK-1
接載重要人物的型號。

### 圖-154M2
建設的雙引擎型號，配備兩個PS-90A渦輪風扇引擎。

### 图-154M3
采用两台NK-93涵道桨扇发动机的型号。

### 圖-154-100
更新了駕駛艙及重新設計了客艙。

### 圖-154MD

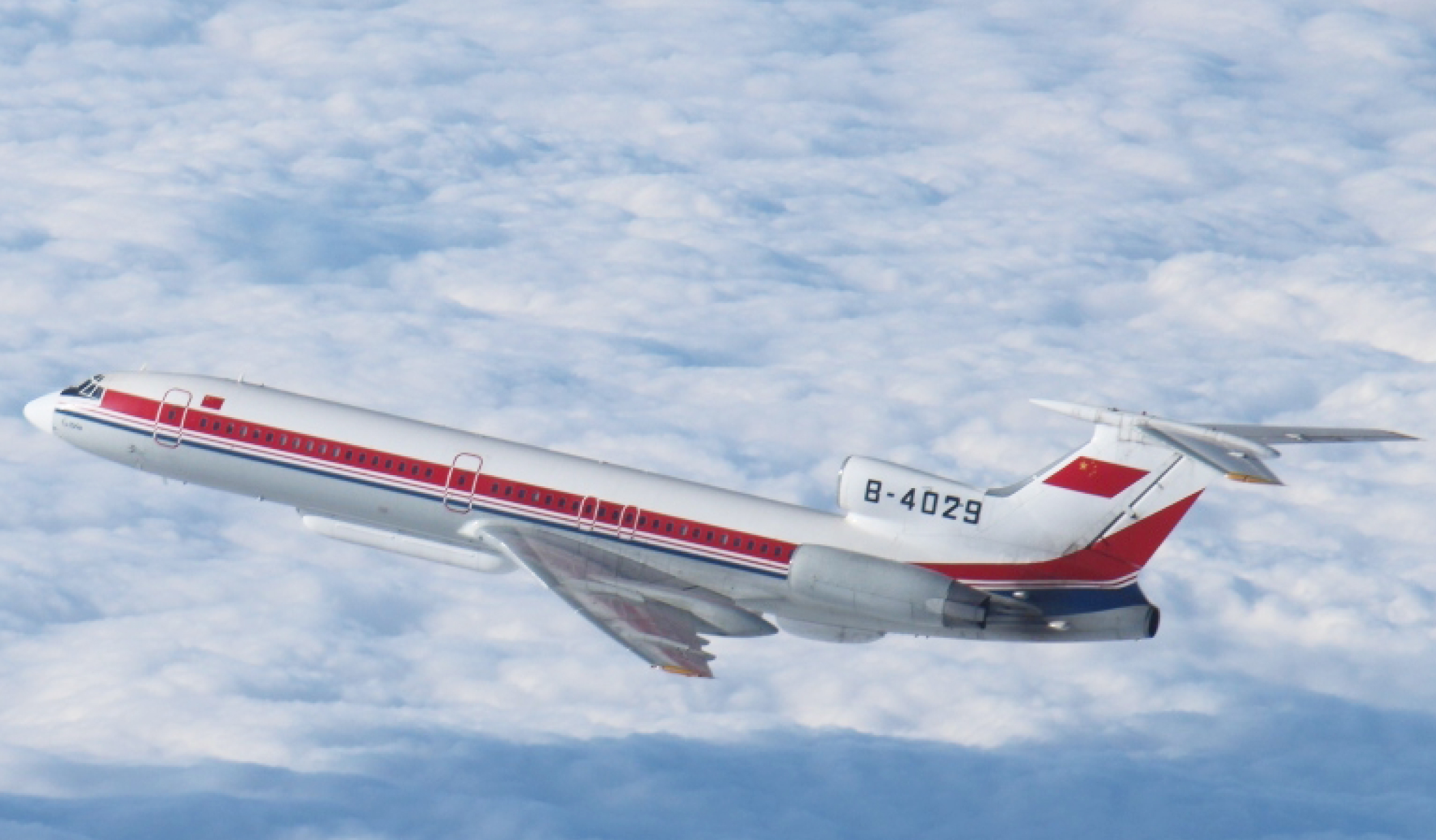
圖-154MD（日本航空自衛隊拍摄）

1995年初解放軍空軍將兩架圖-154M客機改進為電子戰空中平台。這架電子戰型號從外觀上看加裝了合成孔徑雷達，多個雷達罩，天線和電子戰設備，滯空時間長，性能非常先進。傳聞開始均以北京南苑機場為基地，之後圖-154MD的數量增加至6架，部署在南京軍區。2013年11月16日和17日，一架解放军空军圖-154電子偵察機連續兩天飛抵釣魚島以北約150公里的空域，在該地巡航、執行多樣化任務。

## 現役機
（截止2016年12月）
| 企業               | 機數 |
| ------------------ | ---- |
| 阿尔罗莎米尔内航空 | 7    |
| 阿塞拜疆航空       | 2    |
| 白俄罗斯航空       | 4    |
| 加兹普罗姆航空     | 4    |
| 卡兹航空运输       | 1    |
| Kazaviaspas        | 1    |
| 科斯莫斯航空       | 3    |
| 高麗航空           | 2    |
| 俄罗斯国家航空     | 6    |
| 塔吉克航空         | 2    |
| 鞑靼斯坦航空       | 3    |
| 總計：             | '39  |

2020年10月28日，俄罗斯阿尔罗萨航空公司旗下最后一架图-154型民航客机完成最后一班商业飞行，正式退役，标志着俄罗斯民用航空领域的图-154型客机全部退出现役。

## 規格

Tu-154

| 型号           | Tu-154B-2                                    | Tu-154M                                      |
| -------------- | -------------------------------------------- | -------------------------------------------- |
| 驾驶舱机组人数 | 3或4人                                       | 3或4人                                       |
| 座位数         | 114–180                                      | 114–180                                      |
| 长度           | 48.0（157英尺6英寸）                         | 48.0（157英尺6英寸）                         |
| 翼展           | 37.55（123英尺2英寸）                        | 37.55（123英尺2英寸）                        |
| 翼面积         | 201.5平方（2,169平方英尺）                   | 201.5平方（2,169平方英尺）                   |
| 高度           | 11.4（37英尺5英寸）                          | 11.4（37英尺5英寸）                          |
| 最大起飞重量   | 98,000（216,000磅） – 100,000（220,000磅）   | 102,000（225,000磅） – 104,000（229,000磅）  |
| 空重           | 50,700（111,800磅）                          | 55,300（121,900磅）                          |
| 最大速度       | 950 千米/时 (510 节)                         | 950 千米/时 (510 节)                         |
| 满载航程       | 2,500（1,300海里；1,600英里）                | 5,280（2,850海里；3,280英里）                |
| 满油航程       | 3,900（2,100海里；2,400英里）                | 6,600（3,600海里；4,100英里）                |
| 实用升限       | 12,100（39,700英尺）                         | 12,100（39,700英尺）                         |
| 引擎(x3)       | 库兹涅佐夫NK-8-2U                            | 索洛维耶夫D-30KU-154                         |
| 单台最大推力   | 90 kN (20,000 lbf)                           | 103 kN (23,148 lbf)                          |
| 最大载油量     | 47,000公升（10,000英制加侖；12,000美制加侖） | 49,700公升（10,900英制加侖；13,100美制加侖） |

### 使用圖-154的軍事組織
- 阿塞拜疆
- 捷克
- 德國
- 哈薩克斯坦
- 朝鲜
- 波蘭（两架圖-154M）
- 俄羅斯
- 烏克蘭
- 斯洛伐克
- 中華人民共和國

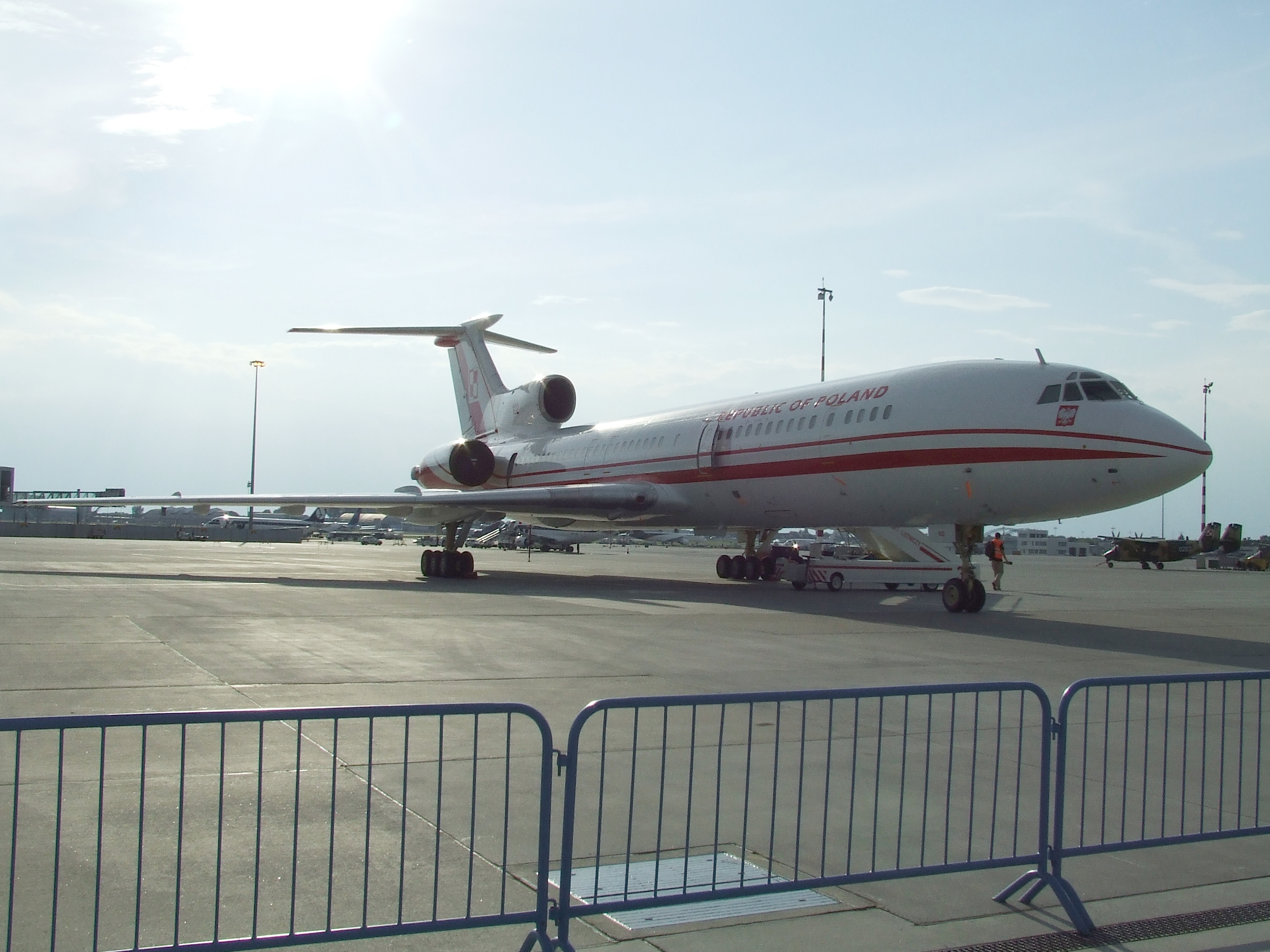
波蘭第三十六特別空中運輸團接載軍事重要人物的圖-154M，攝於華沙蕭邦機場。

圖-154的北約代号為大意（Careless）。

## 意外事故
圖-154服役以來一共有63架因意外而損失，均和飛機本身的設計無關。
在這63架失事的圖-154中，有6架是因為恐怖襲擊或被軍隊擊落所導致。當中亦有一些明顯是由於在惡劣的跑道下升降，包括一次與意外留在跑道上的除雪車碰撞。而其他則是直接基於低劣的航空交通管制，例如於2002年7月1日，因為瑞士航空管制中心的人为疏忽，導致俄罗斯巴什克利安航空2937號班機與DHL快遞公司611号班机（波音757貨機）在德國巴登-符騰堡州烏伯林根上空相撞。
1996年8月29日，伏努科沃航空一架註冊號為RA-85621的圖-154M飛機執行VKO2801次航班，從莫斯科伏努科沃國際機場飛往斯瓦爾巴機場。飛機進近過程中在距離機場約8海里處撞山墜毀。機上141名人員全部遇難。這是挪威歷史上最嚴重的空難。
- 1984年10月11日，苏联民航3352号班机空难（圖-154型客機）從克拉斯諾達爾經鄂木斯克飛往新西伯利亞。航機降落鄂木斯克機場時撞到跑道上的地勤車發生爆炸，共造成178死5傷，是2015年以前俄羅斯歷史上最大空難。
- 1994年6月6日，中國西北航空2303號班機，在西安起飛後不久因自動導航系統故障，飛機經猛烈搖晃後隨即解體，殘骸墜落在距離咸陽國際機場東南方約18英里的農地上，導致機上146名乘客及14名機組人員全部罹難，成為中國境內遇难人数最多的空難。
- 1999年2月24日，中国西南航空公司SZ4509号航班在距离温州机场20千米处坠毁于一处菜田，该航班正在执行成都至温州任务。机上50名乘客和11名机组成员全部遇难。[11]
- 2001年7月4日，海參崴航空352號班機（圖-154型客機）從葉卡捷琳堡經伊爾庫茨克飛往海參崴。航機準備降落伊爾庫茨克機場時由於人為失誤墜毀，機上136名乘客和9名機組人員全部遇難。
- 2002年7月1日，俄罗斯巴什克利安航空第2937次班机（圖-154型客機）從莫斯科飛往巴塞羅那途中，與DHL快递公司611号班机（波音757貨機）在德國小城烏伯林根上空相撞，兩架飛機共71人全部遇難。
- 2006年8月22日，普爾科沃航空612號班機（圖-154型客機）從黑海港口阿納帕飛往聖彼得堡机途中，於烏克蘭東部近俄羅斯邊境附近墮毀。機上160名乘客及10名機組成員全部遇難。
- 2009年7月15日，里海航空7908号班机（圖-154M型客機）載有153名乘客和15名機組員從伊朗首都德黑蘭伊瑪目霍梅尼國際機場飛往亞美尼亞首都葉里溫，於起飛16分鐘墜毀於伊朗西北方省份加兹温省，機上人員無一倖免。
- 2010年1月24日，伊朗塔班航空6437号班机（圖-154型客機），24日從伊朗西南部阿巴丹飛往東北部的馬什哈德，在濃霧中降落時機尾撞擊地面斷裂起火，機上170名乘客和機組員迅速逃生，46人受到輕傷，所幸無人喪生。
- 2010年4月10日，一架波蘭空軍圖-154客機在俄羅斯聯邦斯摩棱斯克機場試圖降落時墜毀，包括波蘭總統萊赫·卡欽斯基夫婦及波蘭國家銀行行長斯瓦沃米尔·斯克日佩克在內的96人罹難。卡欽斯基一行原定於10日出席在斯摩棱斯克州舉行的卡廷慘案70周年紀念活動。[12]
- 2010年12月4日，莫斯科南部伏努科沃国际机场一架图-154客机起飞半小时后3台发动机、发电机和导航设备停止工作，在莫斯科南部的多莫杰多沃机场迫降时客机冲出跑道解体。事故造成2人死亡，80多人受伤。
- 2011年1月1日俄羅斯一架載有125名乘客和機組人員的客機在蘇爾古特市機場起火爆炸，造成3人死亡、50多人受傷。[13]
- 2011年4月29日俄罗斯一架图-154客机在封存十年后解封，从莫斯科东北的Chkalovsky机场飞往维修基地，在升空不久后副翼脱落，在空中摇晃不已。飞行员用左右发动机推力差控制飞机，并安全落地，驚險的過程還被拍下。[14][15]
- 2016年12月25日俄羅斯國防部一架圖-154客機（RA-85572）從索契起飛後與控制塔失去聯繫並從雷達上消失，坠毁黑海海域。該機上載有記者、軍人和軍方樂團亚历山德罗夫红旗歌舞团，準備前往敘利亞為當地參戰的俄軍進行新年表演。机上乘客加上機組成員共92人全部遇难。[16][17][18]

### 英文
- 圖-155氫燃料飛機詳細資料（英文）
- 圖-154的圖片 （页面存档备份，存于）
- Chinese surveillance/ELINT圖-154M的不同版本
- 上百張的圖-154相片 （页面存档备份，存于）
- 全員遇難的烏克蘭圖-154空難